# Gravetat artificial
La gravetat artificial és una simulació de la gravetat de l'espai exterior o caiguda lliure. Això facilitaria els viatges a l'espai, evitant els problemes associats amb la ingravidesa.

## Creació de gravetat artificial
Hi ha diversos mètodes per crear gravetat artificial, més o menys difícil d'implementar.

### Rotació
L'objecte pot girar sobre si mateix per crear una força centrífuga. Qualsevol massa dins d'aquest objecte és atreta a la superfície del receptacle, creant així una gravetat artificial.
Aquesta tècnica té alguns efectes secundaris.
- Les forces de Coriolis produïdes per la rotació poden causar marejos, nàusees, o desorientació. Els experiments han demostrat que un índex de rotació més baixa redueix les forces de Coriolis i, per tant, els seus efectes. Una taxa de 2 rpm evita els problemes associats amb les forces de Coriolis. Una taxa de 7 rpm és massa alta per a la majoria de la gent, i poques persones s'hi poden acostumar.
- Els gradients de gravetat: la gravetat creada varia amb la distància des del centre de rotació. Si la velocitat és alta, el cap i els peus no senten la mateixa gravetat. Això podria dificultar el moviment.
- Moment angular: Com s'ha assenyalat abans, una alta velocitat angular produeix alts nivells de força de Coriolis, el moment angular requereix un sistema de propulsió per accelerar o desaccelerar la velocitat de rotació. A més, si algunes parts de la nau no giren, la fricció i el parell de forces disminueixen la velocitat de rotació. Així que necessitem motors o volants d'inèrcia per compensar les pèrdues per l'acceleració o frenada de certes parts de la nau.

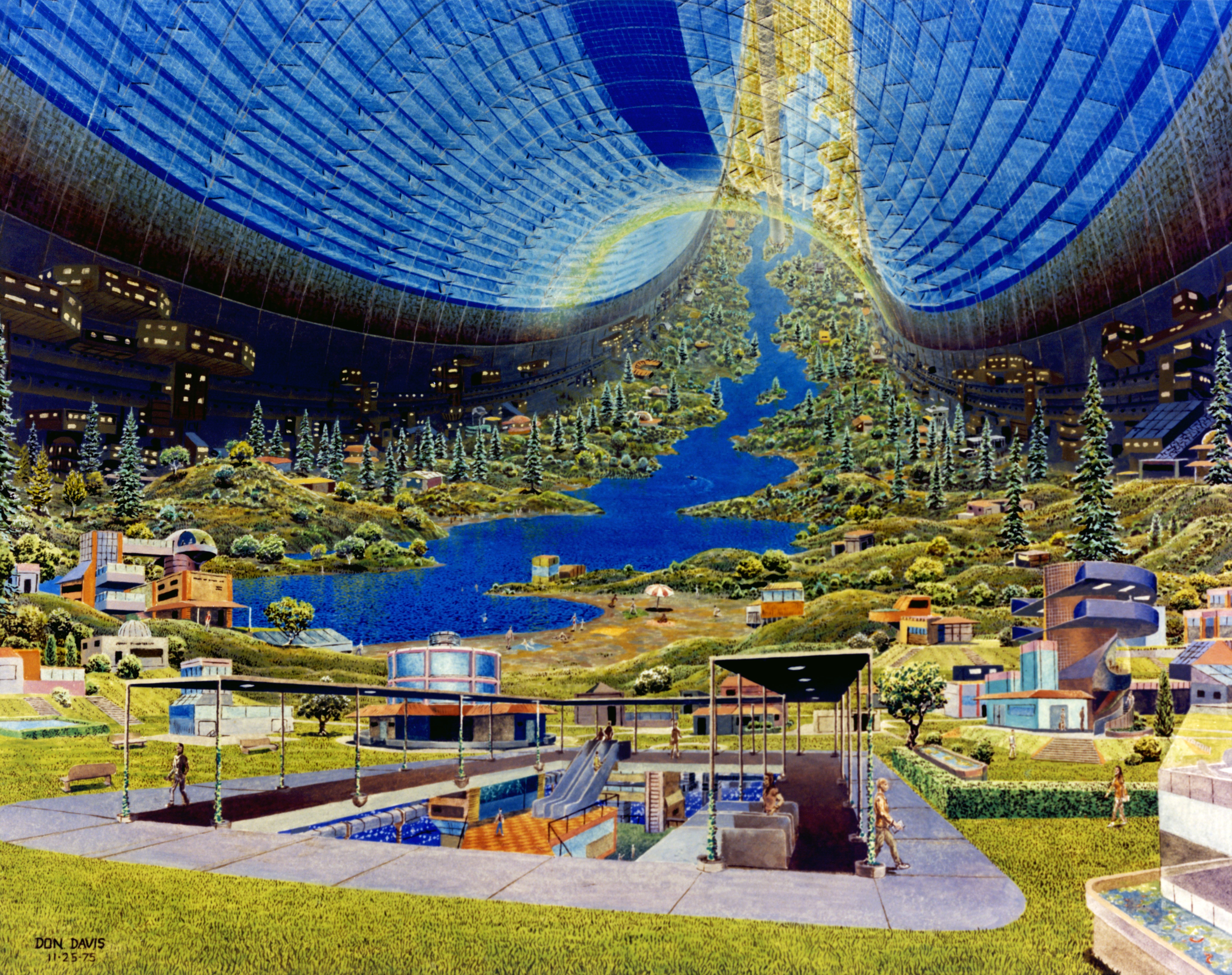
Imatge artística d'un torus de Stanford amb un diàmetre d'1 milla (1.609 m). El torus gira a 1 rpm per produir 1 g

Hi ha moltes variacions de les naus espacials que utilitzen la gravetat artificial, amb els seus avantatges i desavantatges. Idealment, la taxa de rotació ha de ser inferior a 2 rev/min per reduir els efectes de les forces de Coriolis. Per simular la gravetat similar a la gravetat terrestre (1 g), el radi ha de ser d'almenys 224 m, això representa una gran nau espacial. Per reduir el pes, que pot estar constituït per dos elements connectats per un cable (per exemple, una part de l'habitatge, i una altra per a la resta).
És possible que l'exposició a l'alta intensitat de tant en tant ha estat suficient per compensar els efectes de la ingravidesa, o una gravetat baixa és suficient. En el primer cas, un cilindre giratori de 10 m a 10 rev/min, es pot generar 1 g als malucs (11% més en els peus). El segon cas també redueix el radi: una gravetat de 0,1 g no reclama un radi de 22 m.

### Acceleració
Accelerar contínuament en una línia recta, la nau espacial crea una força sobre els objectes interns, la simulació de la gravetat en la direcció oposada a l'acceleració. Per a això, la nau ha de tenir una propulsió amb un alt impuls específic, i una bona relació pes/potència. Amb unes jornades com propulsió dins del sistema solar són curtes, de posar Mart 2-5 dies, accelerant a 1 g.
Aquest és el mètode utilitzat pel coet de ficció Professor Tornassol.

### Massa
Una altra forma de crear gravetat artificial és instal·lar un objecte dens a la nau espacial per crear el seu propi camp gravitatori, i atreure objectes cap a ell. De fet, és la força de gravetat habitual, però aquesta força és molt petita, amb masses baixes. Un gran asteroide pot crear-ne només mil·lèsimes de g, que podrien ser massa poc per ser utilitzable. A més, el pes extra afegit a la nau espacial s'ha de moure amb ell, el que augmenta el consum d'energia en el transport.

### Força de marea
Les forces de marees pot crear una petita gravetat artificial en una nau espacial en òrbita terrestre. Per a això, cal connectar dues masses per un cable: la superior és atret perquè va més ràpid que la velocitat orbital, i la inferior cap avall. Aquesta diferència en la força entre la part superior i inferior no només estabilitza la nau, sinó que crea una petita gravetat artificial.

### Magnetisme
En el món de la ciència-ficció, la gravetat artificial sovint és present en naus especials que no roten i no acceleren. Això no és possible amb la tecnologia actual, fins i tot si un efecte similar podria ser creat amb el diamagnetisme. Perquè l'efecte sigui visible, s'ha d'evitar col·locar objectes no magnètics a prop del potent camp magnètic creat pels imants d'alt rendiment. Actualment, els experiments han permès levitar la granota i, per tant, crear 1 g, però utilitzant un imant i un sistema que pesa milers de quilograms segueix sent superconductor amb sistemes de refredament complexos.

### Generador de gravetat
No hi ha una tecnologia provada que permeti la creació de la gravetat sense massa existent, encara que hi ha hagut un munt de rumors. Eugene Podkletnov, un enginyer rus que pretén des de principis de 1990 la construcció d'un dispositiu que conté un superconductor que gira creant un enorme camp gravitomagnètic, 
però cap verificació o el resultat negatiu no va ser proporcionada per un altre equip. El 2006, un grup de recerca de l'ESA afirma haver creat un equip similar que produeix milionèsimes de g.

## Ficció

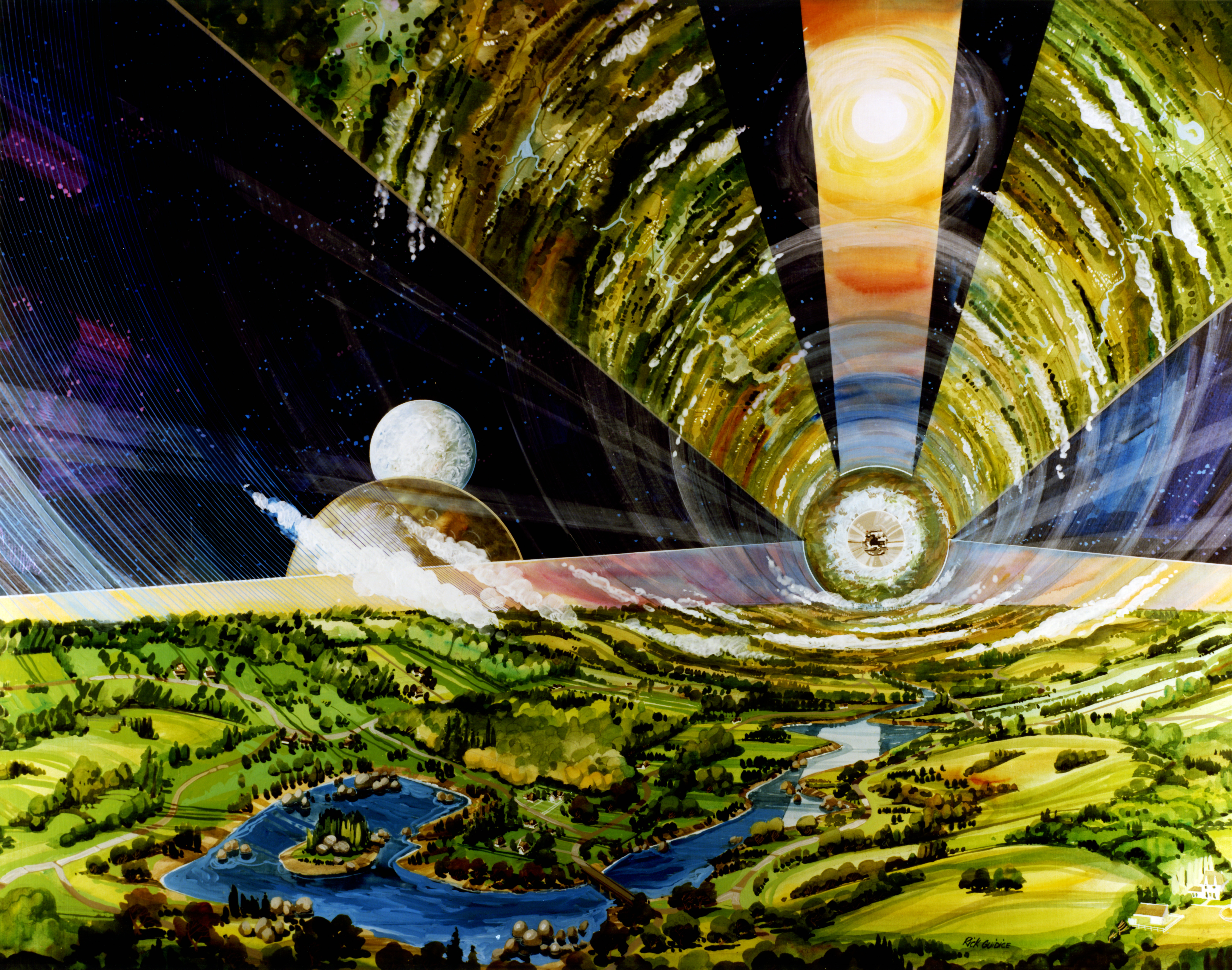
Un hàbitat O'Neill s'assembla a un cilindre de la novel·la Encontre amb Rama

Totes aquestes solucions es van aplicar en les novel·les i en l'univers de la ciència-ficció.

### Rotació
En la pel·lícula 2001: Una odissea de l'espai, una centrifugadora de la nau espacial
Discobery produeix la gravetat artificial. La pel·lícula també mostra una estació espacial giratòria. La gent camina a la nau, amb els peus cap a fora i es dirigeixen cap al centre de rotació. A més, el sòl i el sostre estan inclinats cap amunt. Aquest efecte es mostra en la pel·lícula amb efectes especials: els actors caminant per un estudi de rotació vertical.
La novel·la Encontre amb Rama i les seves seqüeles tenen lloc en un hàbitat O'Neill. Aquesta construcció és un gran cilindre giratori que genera a bord una g.
En la sèrie de televisió Babylon 5, l'Aliança de la terra utilitza gran quantitat de rotació per crear gravetat artificial en les seves estacions espacials i algunes grans naus militars i civils.
Un dels llocs principals de la trilogia dels videojocs Mass Effect, la Ciutadella, utilitza la rotació per produir gravetat artificial.

### Generadors de camp
Molts universos de ciència-ficció contenen referències als generadors de gravetat artificial, basat en una massa que no existeix. Això crea les naus espacials que s'assemblen més a la Terra, i redueix els costos de producció en pel·lícules i sèries de televisió per evitar haver de fer efectes especials per a la ingravidesa.